# Tatosoma inclinataria
Tatosoma inclinataria är en fjärilsart som beskrevs av Walker 1862. Tatosoma inclinataria ingår i släktet Tatosoma och familjen mätare. Inga underarter finns listade i Catalogue of Life.